# فاسيلي باجينوف
كان فاسيلي إيفانوفيتش باجينوف (بالروسية: Васи́лий Ива́нович Баже́нов) (1 مارس 1737 أو 1738 - 2 أغسطس 1799) مهندسًا معماريًا روسيًا على الطراز الكلاسيكي الجديد، وفنانًا تصويريًا، ومُنظّرًا في المعمارية ومعلمًا. كان باجينوف وشركاؤه ماتفي كازاكوف وإيفان ستاروف من المهندسين المعماريين المحليين البارزين في عهد التنوير الروسي، وهي الفترة التي هيمن عليها المهندسون المعماريون الأجانب (تشارلز كاميرون، وجياكومو كورينغي، وأنطونيو رينالدي وغيرهم). وفقًا لدميتري شفيدكوفسكي، أصبح باجينوف في سبعينيات القرن الثامن عشر أول مهندس معماري روسي أنشأ لغة معمارية وطنية منذ أن قاطع بطرس الأكبر التقليد أو العُرف المتبع في القرن السابع عشر.
أعقب نجاح باجينوف المبكر حياةً مهنية وشخصية مأساوية. تخلى عن مشروعين إنشائيين رئيسيين لأسباب سياسية أو مالية. ألغيت تحفته الرائعة، قصر كرملين الكبير الكلاسيكي الجديد، بعد فترة وجيزة من وضع حجر الأساس. سقط القصر الإمبراطوري في حديقة تساريتسينو ضحية لعراك القصور، وهُدم قلب قصر باجينوف بأمر من كاترين الثانية. انتهى مشروع آخر لمبنى جامعة موسكو الحكومية بصراع مرير مع ممول باجينوف السابق، بروكوفي ديميدوف، ما دفع باجينوف إلى الإفلاس. قبل وفاته، ناشد باجينوف أبناءه بالبقاء بعيدًا عن أعمال البناء الغادرة.
لا يزال إرث باجينوف موضع نقاش. دُعم نَسب دار باشكوف ومشاريع صغيرة إلى باجينوف، بورقة ثبوتية غير واضحة، وحدسيات واستنباطات غير مؤكدة إلى الحد الذي أصبحت فيه حياته وعمله موضوعًا لنظريات المؤامرة. حتى أن مكان ميلاده وموقع قبره مجهولان. ينظر النقاد المعاصرون إلى قصة حياته، كما أعاد تشكيلها إيغور غرابار وأشهرها مؤرخو الحقبة السوفيتية، باعتبارها «أسطورة باجينوف»، وحتى أحدث الأبحاث الأكاديمية فشلت في الاستعاضة عن هذه الأسطورة بسيرة ذاتية جديرة بالثقة.

## سيرته

### مسيرته المهنية المبكرة
العام والمكان الدقيقين لميلاد باجينوف غير مؤكدين؛ إذ وُلد في عام 1737 أو 1738 في عائلة لموظف كنيسة إما في موسكو أو في قرية دولسكوي بالقرب من مالوياروسلفتس. بناءً على القول الثاني، انتقلت العائلة إلى موسكو عندما كان فاسيلي في عمر الثلاثة أشهر. في عام 1753، تطوع فاسيلي (ولكن لم يوظَف رسميًا) في شركة ديمتري أوختومسكي المعمارية الواقعة في كرملين، كانت آنذاك المؤسسة الوحيدة في موسكو التي تقدم التدريب المعماري الأساسي. هناك اكتسب باجينوف مهارات بناء عملية، وأجبره الفقر على البحث عن عمل مدفوع الأجر بدلًا من التدريب في الفصول الدراسية.
في عام 1755، انضم باجينوف إلى الدفعة الأولى في جامعة موسكو الحكومية المفتوحة حديثًا آنذاك. كتب يفغيني بولخوفيتينوف -أول كاتب لسيرة باجينوف (1767-1837، مطران العاصمة الكييف منذ عام 1822)- أن باجينوف درس أيضًا في الأكاديمية اللاتينية اليونانية السلافية ولكن كتّاب سيرة القرن العشرين يدحضون هذا الرأي بشدة. ربما تعمد بولخوفيتينوف تحريف الحقائق لرفع مكانة الكليات الدينية.
في بداية عام 1758، أرسلت الجامعة، بطلب من إيفان شوفالوف، مجموعة من ستة عشر طالبًا، منهم باجينوف وإيفان ستاروف، إلى سانت بطرسبرغ لمواصلة التدريب في الأكاديمية الإمبراطورية للفنون المنشأة حديثًا آنذاك. أصبحوا، إلى جانب عشرين ولد اختيروا في سانت بطرسبرغ، أول دفعة للأكاديمية. في مايو 1758، خُفضت الدفعة إلى ثلاثين طالبًا (ثماني نبلاء واثنين وعشرين رازنوشينتسيًا)؛ في الامتحان الأول، احتل باجينوف (عشرون عامًا) المرتبة الأولى، وكان أيضًا أكبر طالب، واحتل ستاروف (أربعة عشر عامًا) المرتبة السابعة في حين أن أصغر الطلاب، ستيفان كارنوفتش، كان يبلغ اثني عشر عامًا فقط. وفقًا لتصريحات باجينوف، عُين في صف سافا تشيفاكينسكي، كبير معماري الأميرالية الروسية، الذي عمل على بناء كنيسة القديس نقولا وأصبح معلمًا شخصيًا وشقيقًا لستاروف الأصغر.
بعد ثلاث سنوات، أصبح باجينوف والرسام أنطون لوسينكو أول طلاب أكاديمية الفنون الذين حصلوا على منحة دراسية من روسيا. تدرب باجينوف في باريس في ورشة عمل تشارلز دي وايلي (انضم إليه ستاروف هناك في أكتوبر 1762). حققت مشاركات باجينوف في مسابقات الأكاديمية الفرنسية للهندسة المعمارية نجاحًا، إذ «اختتم ببراعة» المنحة الدراسية، وانتُخب لأكاديمية سانت لوقا الرومانية، وأكاديمية الفنون الجميلة في فلورنسا وأكاديمية الفنون الجميلة في بولونيا. في وقت لاحق، أصبح باجينوف المروج الرئيسي للحركة الكلاسيكية الجديدة الفرنسية في روسيا، ووضع الشريعة الأسلوبية لموسكو الكلاسيكية الجديدة على غرار أفكار دي وايلي.
عاد إلى روسيا في مايو 1765، حاملًا «أوراق اعتماد غير مألوفة ولا تشوبها شائبة بالنسبة لروسي في ذلك الوقت»، وقدم طلبًا للحصول على إجازة وحيازة في الأكاديمية، ولكن الإدارة الجديدة لم تكن تعتزم تعيين باجينوف. خضع لفحص رسمي صارم وأمِر بتقديم مشروع تخرج جديد؛ ولم ينجح مع الأكاديمية ولكن كاترين الثانية وابنها بافل الأول لاحظا ذلك، وكلف بافل باجينوف بتصميم وبناء قصر خاص على جزيرة كاميني. في نهاية عام 1766، عيّن غريغوري أورلوف، الذي كان آنذاك قائدًا للمدفعية الإمبراطورية والمهندسين العسكريين، باجينوف في حاشيته، برتبة عسكرية كنقيب للمدفعية، وفوض إليه الأرسنال في سانت بطرسبرغ. في العام القادم، تبع باجينوف أورلوف إلى موسكو حيث كان سيعيش معظم حياته المتبقية «مانحًا واقعًا روسيًا لأساليب الكلاسيكية الفرنسية والبالاديو الإيطالية التي تعرض لها».

### اعتراف متأخر
كان الإمبراطور الروسي بافل الأول داعمًا لباجينوف باعتباره أحد الضحايا المزعومين لأمه الإمبراطورة كاترين الثانية. بعد فترة وجيزة من اعتلائه العرش عام 1796، استدعى بافل باجينوف إلى سانت بطرسبرغ وجعله نائبًا لرئيس الأكاديمية الإمبراطورية للفنون. قبلت الأكاديمية في هذه الفترة، التي تأثرت بأفكار رئيسها الثاني إيفان بيتسكوي، الفتيان الذين تتراوح أعمارهم بين ست وتسع سنوات، ووفرت تعليمًا عامًا مدته تسع سنوات (ابتدائيًا وثانويًا)، تبعته على الأقل ست سنوات من التدريب المهني في الفنون والهندسة المعمارية. اعتقد باجينوف أن الأكاديمية لا بد وأن تتخلص من التعليم الابتدائي وأن تركز على المواد الأساسية، مع قبولها للمراهقين المتعلمين القادرين على إثبات موهبتهم في مسابقة مفتوحة. لم يعش بما فيه الكفاية لتحقيق هذا البرنامج؛ ولكنه نُفذ تدريجياً من قبل ألكسندر ستروغانوف (1802) وأليكسي أولنين (1830).
أعطِي مشروع بناء بافل الرئيسي، قلعة سانت مايكل، لمهندس منزله الإيطالي فينتشنزو برينا، بينما عُين باجينوف للإشراف على برينا. لم يستطع مؤرخو القرن التاسع عشر وأوائل القرن العشرين فصل إسهام كل مهندس بشكل واضح وعزوا التصميم إلى برينا وباجينوف معًا. يعطي نيكولاي لانسراي (ثلاثينيات القرن العشرين) والمؤرخون الروس اللاحقون الفضل الكامل لبرينا؛ ووفقًا للانسراي، لم يتدخل باجينوف في تصاميم برينا التي كانت إلى حد كبير تمثل أداء برينا لرؤية بافل الرومانسية. طبقًا لدميتري شفيدكوفسكي، عمل باجينوف على تصميم سابق للقلعة، ثم فسرت هذه الحقيقة فيما بعد على أنها مشاركة في التصميم الفعلي؛ أُعطي برينا «مهمة تعديل تصميم باجينوف» ولكنه أنشأ عملًا مستقلًا. على أي حال، توفي باجينوف في منتصف المشروع تاركًا لبرينا السيطرة الكاملة؛ ولم تكن القلعة مبنى من الطراز الكلاسيكي الجديد، بل «مثالًا نادرًا لقصر إمبراطوري يعيد إلى الأذهان العصر الرومانسي فعلًا».
كلف بافل باجينوف أيضًا بتصميم مستشفى جديد بالقرب من دير دانيلوف. رد باجينوف، مرة أخرى، بخطة مسرفة لم تصل حتى إلى الإطار الخشبي، واستُبدل بمستشفى بافلوفسكايا الموجود حاليًا والذي صممه كازاكوف وبُني في الفترة 1802-1807. قبل وفاته بقليل، بدأ باجينوف بإعداد ألبوم  حول الهندسة المعمارية الروسية، جامعًا مسودات «جميع المباني الكبرى في العاصمتين».